# Paul Patureau-Baronnet
Paul Patureau-Baronnet, né le 29 décembre 1875 à Châteauroux et mort le 21 juillet 1921 à Neuilly-sur-Marne, est un avocat et homme politique français.

## Biographie
Après avoir obtenu son doctorat en droit, il devient avocat à la Cour d'appel de Paris, conseiller de préfecture dans le Haut-Rhin et en Indre-et-Loire. 
Conseiller municipal de Châteauroux, il est élu député de l'Indre le 10 mai 1914, au second tour, avec 10.178 voix contre 8.781 à Joseph Patureau-Mirand, son cousin.

## Source
- « Paul Patureau-Baronnet », dans le Dictionnaire des parlementaires français (1889-1940), sous la direction de Jean Jolly, PUF, 1960 [détail de l’édition]